# The Best of Scorpions Vol.2
The Best of Scorpions Vol. 2 es un álbum recopilatorio de la banda alemana de hard rock y heavy metal Scorpions, publicado en 1984 a través de RCA Records. El disco incluye solamente canciones de los trabajos publicados en la década de los setenta durante la etapa con el guitarrista Uli Jon Roth, entre ellas tres canciones en vivo extraídas del disco Tokyo Tapes de 1978. Salió al mercado solo semanas después del relanzamiento en disco compacto de The Best of Scorpions y, al igual que él, ingresó en la lista Billboard 200 en el puesto 175.

## Lista de canciones
| N.º | Título                         | Escritor(es)          | Duración |  |
| 1.  | «Top of the Bill»              | Schenker, Meine       | 3:28     |  |
| 2.  | «They Need a Million»          | Schenker, Meine       | 4:54     |  |
| 3.  | «Longing for Fire»             | Schenker, Meine, Roth | 2:47     |  |
| 4.  | «Catch your Train»             | Schenker, Meine       | 3:36     |  |
| 5.  | «Speedy's Coming» (en vivo)    | Schenker, Meine       | 3:43     |  |
| 6.  | «Crying Days»                  | Schenker, Meine       | 4:41     |  |
| 7.  | «All Night Long» (en vivo)     | Meine, Roth           | 3:14     |  |
| 8.  | «This is my Song»              | Schenker, Meine       | 4:16     |  |
| 9.  | «Sun in My Hand»               | Roth                  | 4:25     |  |
| 10. | «We'll Burn the Sky» (en vivo) | Schenker, Dannemann   | 8:17     |  |

## Músicos
- Klaus Meine: voz
- Rudolf Schenker: guitarra rítmica
- Uli Jon Roth: guitarra líder
- Francis Buchholz: bajo
- Herman Rarebell: batería (pistas 5,7,10)
- Rudy Lenners: batería (pistas 1,3,4,6,9)
- Jürgen Rosenthal: batería (pista 2)